# Jicky
 (juillet 2022).
Si vous disposez d'ouvrages ou d'articles de référence ou si vous connaissez des sites web de qualité traitant du thème abordé ici, merci de compléter l'article en donnant les références utiles à sa vérifiabilité et en les liant à la section « Notes et références ».

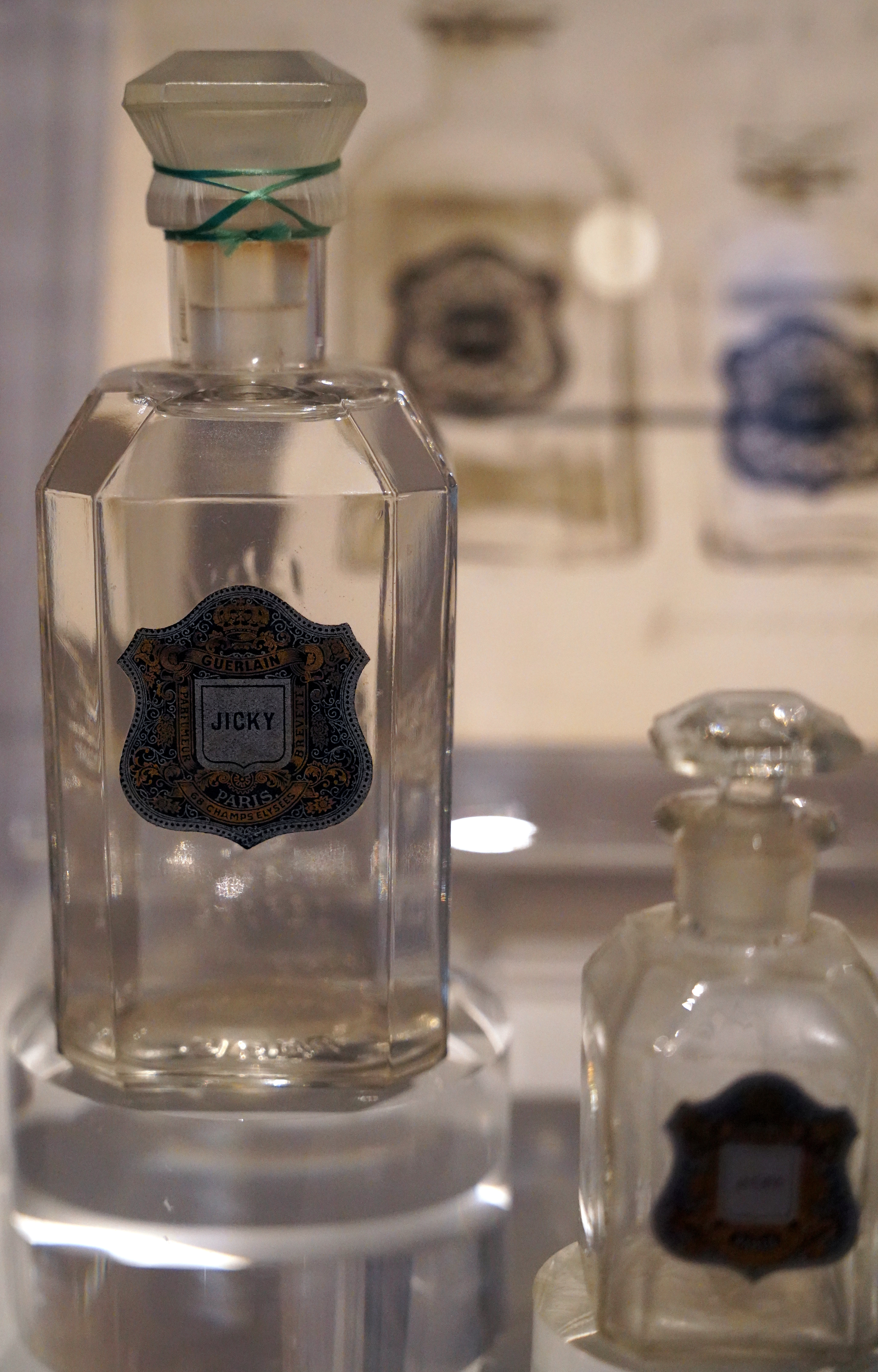
Flacon Jicky, Musée municipal d'Art et d'Histoire de Colombes.

Jicky est un parfum créé en 1889 par Aimé Guerlain. 
Il fut composé à la suite d'une déception amoureuse. L'histoire raconte qu'Aimé Guerlain, lorsqu'il étudiait en Angleterre, tomba amoureux d’une jeune anglaise. Mais, à 27 ans il dut regagner la France seul. C’est le chagrin, le déchirement. Le temps passe... Aimé Guerlain crée alors Jicky, une composition en hommage à son amour de jeunesse.
Il est composé de fragrances de bois associées à d'autres aromates comme la lavande, l'iris, la coumarine à odeur de foin, et des baumes. Il fut l'un des premiers parfums à utiliser des produits de synthèse dans sa composition. 
Mais, son secret fut d'ajouter une légère note animale issue des glandes anales de la civette, un petit félin. D'autres notes animales sont également présentes : 
- l'ambre gris (qui vient du cachalot) ;
- le musc (qui vient d'une poche située sous les parties génitales d'un bouquetin) ;
- le castoréum (sébum du castor qui le rend "étanche").

À l'époque, la présence de cette note animale choqua la clientèle féminine, déroutée par cette nouvelle fragrance en rupture avec tout bouquet connu, alors que ce nouveau parfum fut adopté par les dandys anglais qui en raffolèrent. Bien qu’il ait été composé à l’origine pour les femmes, beaucoup d’hommes l’ont porté et le portent encore aujourd’hui.
Il faut attendre 1912 pour que la presse féminine redécouvre ce parfum et finalement l'encense.
En 1921, lors d'une impulsion créatrice, son neveu Jacques Guerlain, utilisa un flacon de Jicky dans lequel il versa « pour voir », une bonne dose d'éthylvanilline, une vanille de synthèse. Après suppression des aromates de bois et de la lavande il ajouta de la bergamote, pour arriver à créer la Guerlinade devenu une base de parfumerie, employée pour la première fois  dans l'élaboration de son nouveau parfum Shalimar, présenté en 1925 lors de l'Exposition internationale des arts décoratifs de Paris, au Grand Palais. On considère donc Jicky comme l'ancêtre de Shalimar.

D'ailleurs, à propos du flacon de Jicky, celui-ci s'inspire d'un pot à pharmacie du XIXe siècle. Son bouchon en forme de bouchon de champagne évoque le mouvement et la fête.